# اندیس دستجرد
دستجرد یک اندیس غیرفلزی است که در حوالی شهر تفرش استان قم قرار دارد و مادهٔ معدنی موجود در آن، باریت است.سنگ میزبان این اندیس توفهای سبز و قهوه‌ای، کنگلومرا و آندزیت و برش است و دیرینگی آن به دوران ائوبالایی می‌رسد. 